# Арройо, Абдиэль
Абдиэль Арройо Молинар (исп. Abdiel Arroyo Molinar; род. 13 декабря 1993) — панамский футболист, полузащитник австралийского клуба «Ньюкасл Юнайтед Джетс» и сборной Панамы. Участник чемпионата мира 2018 года.

## Клубная карьера

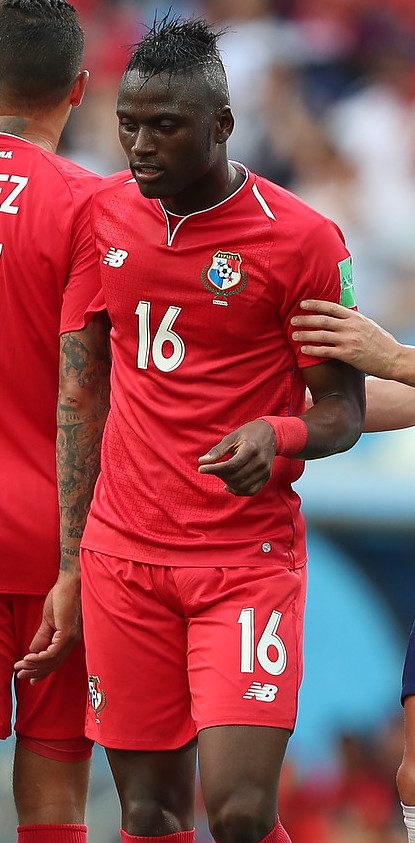
Арройо в составе сборной Панамы

Арройо — воспитанник клуба «Арабе Унидо». 27 ноября 2010 года в матче против «Атлетико Верагуэнсе» он дебютировал в чемпионате Панамы. 31 января 2011 года в поединке против «Сан-Франсиско» Абдиэль забил свой первый гол за «Унидо». В 2012 году он стал чемпионом Панамы в составе «Арабе». В 2015 году Арройо во второй раз выиграл первенство страны.
В начале 2016 года Абдиэль отправился в хорватский «Сплит» в аренду на шесть месяцев с правом выкупа. 14 февраля в матче против «Интера» из Запрешича он дебютировал в чемпионате Хорватии.
Летом того же года Арройо уехал в новую аренду — в колумбийский «Депортес Толима». 25 июля в матче против «Онсе Кальдас» он дебютировал в Кубке Мустанга. 8 августа в поединке против «Мильонариос» Абдиэль забил свой первый гол за «Депортес Толима».
В начале 2017 года Арройо присоединился на правах аренды к уругвайскому «Данубио». 5 февраля в матче против «Монтевидео Уондерерс» он дебютировал в уругвайской Примере. 18 февраля в поединке против столичного «Феникса» Абдиэль забил свой первый гол за «Данубио».
В начале 2018 года Арройо был отдан в аренду в коста-риканский «Алахуэленсе». 15 февраля в матче против «Кармелиты» он дебютировал в чемпионате Коста-Рики. 14 мая в поединке против «Депортиво Саприсса» Абдиэль забил свой первый гол за «Алахуэленсе».
Летом 2018 года Арройо был отдан в аренду в португальскую «Санта-Клару» на один сезон с возможностью выкупа. 25 августа в матче против «Портимоненсе» он дебютировал в лиге Сагриш.
Летом 2019 года Арройо отправился в аренду в австралийский «Ньюкасл Джетс» на один сезон.

## Международная карьера
В 2013 году в составе молодёжной сборной Панамы Абдиэль принял участие в молодёжном чемпионате КОНКАКАФ. На турнире он сыграл в матче против команды Сальвадора.
7 августа 2014 года в товарищеском матче против сборной Перу Арройо дебютировал за сборную Панамы.
В 2015 году Абдиэль стал бронзовым призёром Золотого кубка КОНКАКАФ. На турнире он сыграл в матчах против сборных Гаити, Гондураса, Тринидада и Тобаго, Мексики и дважды США.
В 2016 году Абдиэль попал в заявку сборной на участие в Кубке Америки в США. На турнире он сыграл в матчах против команд Чили, Боливии и Аргентины. В поединке против чилийцев Арройо забил свой первый гол за национальную команду.
В 2017 году Арройо во второй раз принял участие в Золотом кубке КОНКАКАФ. На турнире он сыграл в матчах против команд США, Мартиники и Коста-Рики. В поединке против мартиникийцев Абдиэль забил гол.
В 2018 году Арройо принял участие в чемпионате мира в России. На турнире он сыграл в матчах против команд Англии и Туниса.
В 2019 году Арройо был включён в состав сборной Панамы на Золотой кубок КОНКАКАФ. Во втором матче в групповом раунде против сборной Гайаны забил гол на 16-й минуте и вместе с командой добился победы со счётом 4:2.

### Голы за сборную Панамы
| #   | Дата            | Место                                     | Противник         | Счёт | Результат | Соревнование                       |
| --- | --------------- | ----------------------------------------- | ----------------- | ---- | --------- | ---------------------------------- |
| 01. | 15 июня 2016    | Линкольн Файненшел Филд, Филадельфия, США | Чили              | 3:2  | 4:2       | Кубок Америки 2016                 |
| 02. | 2 сентября 2016 | Роммель Фернандес, Панама, Панама         | Ямайка            | 2:0  | 2:0       | Чемпионат мира 2018 (квалификация) |
| 03. | 20 января 2017  | Роммель Фернандес, Панама, Панама         | Сальвадор         | 1:0  | 1:0       | ЦАК 2017                           |
| 04. | 15 июля 2017    | Фёрст-энерджи Стэдиум, Кливленд, США      | Мартиника         | 2:0  | 3:0       | ЦАК 2017                           |
| 05. | 6 сентября 2017 | Роммель Фернандес, Панама, Панама         | Тринидад и Тобаго | 3:0  | 3:0       | Чемпионат мира 2018 (квалификация) |
| 06. | 16 октября 2018 | Чхонан, Чхонан, Республика Корея          | Республика Корея  | 1:2  | 2:2       | Товарищеский матч                  |
| 07. | 22 июня 2019    | Фёрст-энерджи Стэдиум, Кливленд, США      | Гайана            | 1:0  | 4:2       | Золотой кубок КОНКАКАФ 2019        |

## Достижения
Командные
 «Арабе Унидо»
- Чемпионат Панамы — Апертура 2012
- Чемпионат Панамы — Клаусура 2015

Международные
 Панама
- Золотой кубок КОНКАКАФ — 2015